# فاکتوریل دوبل
فاکتوریل دوبل یک عملگر ریاضی شبیه عمل فاکتوریل است و با نماد {\displaystyle !!} نمایش داده می‌شود.

## تعریف عملگر
فاکتوریل دوبل برای اعداد فرد به صورت زیر تعریف می‌شود
{\displaystyle (2k-1)!!=\prod _{i=1}^{k}(2i-1).}
برای مثال
{\displaystyle 9!!=1.3.5.7.9}
{\displaystyle 19!!=1.3.5.7.9.11.13.15.17.19}
فاکتوریل دوبل برای اعداد زوج به صورت زیر تعریف می‌شود
{\displaystyle (2k)!!=\prod _{i=1}^{k}(2i)=2^{k}k!.}
برای مثال
{\displaystyle 10!!=2.4.6.8.10}
{\displaystyle 20!!=2.4.6.8.10.12.14.16.18.20}

## خواص
{\displaystyle n!!=n\times (n-2)!!}
{\displaystyle (2k)!!=2^{k}k!.}